# Proplatycnemis aurantipes
Proplatycnemis aurantipes – gatunek ważki z rodziny pióronogowatych (Platycnemididae). Endemit Madagaskaru; znany tylko z okazów typowych odłowionych w 1958 roku w Parku Narodowym Analamazaotra-Perinet we wschodniej części wyspy.